# Immanuel Quickley
Immanuel Jaylen Quickley (* 17. Juni 1999 in Havre de Grace, Maryland) ist ein US-amerikanischer Basketballspieler, der zurzeit bei den Toronto Raptors in der National Basketball Association (NBA) unter Vertrag steht. Vor seinem Wechsel in den Berufsbasketball spielte er für die Kentucky Wildcats. Er ist 1,91 Meter groß und kommt meist auf der Position des Point Guard zum Einsatz. Er wurde im NBA-Draft 2020 an 25. Stelle von den Oklahoma City Thunder ausgewählt.

## Schulzeit
Als Schüler besuchte Quickley die John Carroll School in Bel Air, Harford County im US-Bundesstaat Maryland. In seinem Sophomore-Jahr legte er im Durchschnitt 17,7 Punkte, 3,9 Rebounds, 2,9 Assists und 1,5 Steals pro Spiel auf. In seinem Junior-Jahr steigerte sich Quickley auf 23,7 Punkte und 7,2 Assists pro Spiel und wurde ins First Team All-Metro gewählt. Diese Leistungen brachten ihn ins Notizbuch von Trainern von Hochschulmannschaften der NCAA.

## NCAA
Bei der Wahl der Hochschule fiel die Entscheidung zwischen der University of Kansas, der University of Kentucky und der University of Miami. Am Ende entschied sich Quickley für die von John Calipari betreuten Kentucky Wildcats. In seinem Freshman-Jahr erhielt Quickley eine Einsatzzeit von 18,5 Minuten pro Spiel und erzielte dabei im Durchschnitt 5,2 Punkte, 1,2 Assists und 1,8 Rebounds. In seiner zweiten und letzten Collegesaison steigerten sich seine Statistiken auf 33 Minuten, 16,1 Punkte (Mannschaftshöchstwert), 1,9 Assists und 4,2 Rebounds pro Spiel. Am Ende der Saison meldete sich Quickley für den NBA-Draft 2020 an.

## NBA
Quickley wurde an 25. Stelle von den Oklahoma City Thunder ausgewählt und kam im Rahmen eines Tauschgeschäfts, welches auch die Minnesota Timberwolves umfasste, zu den New York Knicks.

### New York Knicks (2020–2023)
Am 28. November unterschrieb Quickley einen Vertrag über vier Jahre, von welchen die ersten zwei garantiert waren. Sein NBA-Debüt gab er am 23. Dezember 2020 gegen die Indiana Pacers, er erzielte fünf Punkte, schied jedoch im zweiten Viertel wegen einer Verletzung aus. Bei seiner Rückkehr am 2. Januar 2021 standen die Indiana Pacers erneut auf dem Spielplan, diesmal schloss er die Begegnung mit neun Punkten ab. Am 24. Januar 2021 erzielte er bei einer Niederlage gegen die Portland Trail Blazers mit 31 Punkten eine neue persönliche NBA-Bestmarke. Am Ende der Saison wurde er ins All Rookie Second Team gewählt.

### Toronto Raptors (seit 2023)
Kurz vor dem Jahreswechsel 2023/2024 wurde er im Rahmen eines Spielertauschs an die Toronto Raptors abgegeben.

## Statistiken

### NBA

#### Hauptrunde
| Saison  | Team               | GP  | GS | MPG  | FG % | 3P % | FT % | RPG | APG | SPG | BPG | PPG  |
| ------- | ------------------ | --- | -- | ---- | ---- | ---- | ---- | --- | --- | --- | --- | ---- |
| 2020–21 | New York           | 64  | 3  | 19.4 | .395 | .389 | .891 | 2.1 | 2.0 | 0.5 | 0.2 | 11.4 |
| 2021–22 | New York           | 78  | 3  | 23.1 | .392 | .346 | .881 | 3.2 | 3.5 | 0.7 | 0.0 | 11.3 |
| 2022–23 | New York           | 81  | 21 | 28.9 | .448 | .370 | .819 | 4.2 | 3.4 | 1.0 | 0.2 | 14.9 |
| 2023–24 | New York / Toronto | 68  | 38 | 29.2 | .434 | .395 | .853 | 3.8 | 4.9 | 0.7 | 0.1 | 17.0 |
| Gesamt  | Gesamt             | 291 | 65 | 25.3 | .421 | .375 | .857 | 3.4 | 3.5 | 0.7 | 0.1 | 13.7 |

### Playoffs
| Saison  | Team     | GP | GS | MPG  | FG % | 3P % | FT % | RPG | APG | SPG | BPG | PPG |
| ------- | -------- | -- | -- | ---- | ---- | ---- | ---- | --- | --- | --- | --- | --- |
| 2020–21 | New York | 5  | 0  | 15.4 | .303 | .364 | .714 | 1.4 | 1.0 | 0.6 | 0.0 | 5.8 |
| 2022–23 | New York | 8  | 0  | 21.9 | .348 | .243 | .850 | 1.6 | 1.0 | 0.5 | 0.0 | 9.0 |
| Gesamt  | Gesamt   | 13 | 0  | 19.4 | .333 | .271 | .815 | 1.5 | 1.0 | 0.5 | 0.0 | 7.8 |